# Type 24 (combattimento fanteria)
Il Type 24 (24式装輪装甲戦闘車, Niyon shiki sōrin sōkō sentōsha) è un veicolo da combattimento della fanteria su ruote, entrato in servizio nella Forza terrestre di autodifesa giapponese nel 2024. Noto anche cone Type 24 AWCV (Armored Wheeled Combat Vehicle) oppure più semplicemente come ACV (Armored Combat Vehicle).
Il veicolo è basato sullo scafo del blindato Type 16 MCV, e adotta come armamento principale un cannone Mk 44 Bushmaster II da 30 mm.

## Sviluppo
Nel giugno del 2014 al salone Eurosatory di Parigi fu presentato da Mitsubishi Heavy Industries un veicolo blindato denominato MAV (Mitsubishi Armored Vehicle), che era basato sulla struttura del precedente Type 16 MCV. Da questo veicolo sarebbe poi derivato il Common Tactical Wheeled Vehicle (CTWV), una famiglia di blindati per diversi usi. L'iniziativa di Mitsubishi, che era stata finanziata con i suoi fondi e promossa per conto proprio, fu coronata dal successo quando nel gennaio 2018 fu firmato un contratto con il Ministero della Difesa per lo sviluppo del nuovo veicolo. Nel 2024 fu finanziato l'acquisto del Type 24 AWCV (Armored Wheeled Combat Vehicle), e ufficializzata l'entrata in servizio.

## Caratteristiche tecniche
Il blindato Type 24 non è molto differente dal Type 16 dal quale deriva, e la diversità maggiore è nell'assenza della grossa torretta per il cannone da 105 mm, sostituita da una più piccola.
Il veicolo è lungo 8,1 metri, ha una larghezza di 3 metri e un'altezza di 2,9 metri, con un peso che si aggira intorno alle 26 tonnellate. La corazzatura, come nel Type 16, è modulare e realizzata in materiali compositi e acciaio, che garantiscono insieme una maggiore resistenza. La caratteristica struttura modulare delle piastre consente di sostituire quelle danneggiate in maniera piuttosto facile rispetto alla corazzatura tradizionale in acciaio saldato.
Le sospensioni sono costituite da ammortizzatori idraulici verticali, e sono a doppio braccio oscillante, così da poter fornire una sospensione indipendente per ogni ruota. La potenza viene trasmessa attraverso un albero motore al centro del fondo del veicolo, e viene distribuita a ciascuna ruota attraverso un differenziale. La sterzata viene effettuata girando le ruote dei due assi anteriori. La velocità massima raggiungibile è intorno a 100 km/h.
Oltre all'equipaggio formato da 3 membri, il veicolo può trasportare anche 8 soldati in tenuta di combattimento.

## Armamento
L'armamento principale è rappresentato dal cannone Mk 44 Bushmaster II da 30 mm. Si tratta di un cannone automatico tipo chain gun ad alimentazione elettrica da 30 mm, derivato dal precedente M242 Bushmaster da 25 mm, con il quale condivide il 70% delle parti usate per la fabbricazione. L'Mk 44 Bushmaster II impiega proiettili da 30x173 mm che possono essere del tipo API (Armour-Piercing Incendiary), HEI (High Explosive Incendiary), e APFSDS-T (Armour-Piercing Fin Stabilized Discarding Sabot-Tracer). Ha una cadenza di tiro massima di 200 colpi al minuto che consente di colpire il bersaglio ripetutamente più volte, aumentandone l'effetto distruttivo.
Il cannone è alloggiato in una torretta a controllo remoto, e il sistema di caricamento è completamente automatico. L'armamento secondario è invece costituito da una mitragliatrice coassiale Mk 52 da 7,62 mm. Quest'arma utilizza come munizioni i proiettili 7,62x51 mm, e possiede una cadenza di tiro di circa 520-550 colpi al minuto.

## Impiego operativo
Si prevede che il Type 24 AWCV debba affiancare il Type 16 MCV nelle azioni di combattimento, accompagnandolo sui campi di battaglia cone supporto e complemento, grazie alle unità di fanteria che può trasportare. Inoltre dovrebbe sostituire il più anziano Type 89 IFV, che essendo un veicolo cingolato ha caratteristiche molto diverse.

## Varianti
Type 24 MMCV (Maneuver Mortar Combat Vehicle):  versione per il trasporto di un mortaio da 120 mm.
Type 25 RCV (Reconnaissance and Combat Vehicle): versione specializzata nella ricognizione con sensori dedicati.